# Грб Козарске Дубице
Грб Козарске Дубице је званични грб српске општине Козарска Дубица. Грб је усвојен 21. децембра 2006. године.
Симбол општине има изглед правог средњовјековног штита са садржајним елементима, који подсјећају на амблеме општина из комунистичког периода.

## Опис грба
Грб Козарске дубица је у облику тамно црвено обрубљеног штита у које је бијело кубе манастира, црног крова испред модро-сивкастих планина и смеђе равнице одвојених бијелим на блиједожутој позадини неба. У кантону листови и жирових храста, а у подножју је мост са три лука и четири грудобрана изнад плаво-бијелих валовитих греда.
Прописано је да се изнад штита налази име општине, али то се често изоставља. Када се натпис појављује, приказан је у два реда понављајући име општине ћирилицом и латиницом. Приказ симболизује кубе манастира Моштаница испод Козаре и Просаре, мост комбинује елементе Дубичке тврђаве, а пет валовитих линија у дну представља ријеке Уну, Саву, Моштаницу, Раковицу и Мљечаницу.